# Třída Castle
Třída Castle byla třída britských korvet z období druhé světové války. V letech 1943–1945 bylo postaveno celkem 39 jednotek této třídy. Jejich primárním úkolem bylo chránit spojenecké konvoje proti útokům ponorek za druhé bitvy o Atlantik. Mimo britského námořnictva provozovalo 12 korvet Kanadské královské námořnictvo a jednu Norské královské námořnictvo.

## Stavba
V letech 1943–1945 bylo postaveno 39 korvet této třídy.

## Konstrukce
Základní výzbroj tvořil jeden příďový 102mm kanón, který doplňovaly čtyři 20mm kanóny. Hlavní protiponorkovou výzbroj korvet tvořil jeden vrhač Squid, střílející salvou tří hlubinných pum. Doplňovaly ho čtyři vrhače a dvě skluzavky hlubinných pum. Nejvyšší rychlost dosahovala 16,5 uzlu.